# Naranjeros de Hermosillo
Uniformes
Naranjeros de Hermosillo est un club mexicain de baseball évoluant en Ligue mexicaine du Pacifique. Fondé en 1944, le club basé à Hermosillo dispute ses matchs à domicile à l'Estadio Héctor Espino, enceinte de 16 000 places assises inaugurée en 1972.
Les Naranjeros comptent 15 titres domestiques et deux succès en Série des Caraïbes, en 1976 et 2014.

## Palmarès
- Champion de la Ligue mexicaine du Pacifique (17) : 1961, 1962, 1965, 1971, 1975, 1976, 1980, 1982, 1990, 1992, 1994, 1995, 2001, 2007, 2010, 2014, 2024.
- Série des Caraïbes (2) : 1976, 2014.

## Histoire

Ancien logo

Le club est fondé en 1944 sous le nom de Queliteros de Hermosillo. Le club est rebaptisé Presidentes de Hermosillo en 1946 avant d'adopter son nom actuel en 1958.